# Steinach (Suíça)
Steinach é uma comuna da Suíça, no Cantão São Galo, com cerca de 3 315 habitantes. Estende-se por uma área de 4,47 km², de densidade populacional de 742 hab/km². Confina com as seguintes comunas: Arbon (TG), Berg, Horn (TG), Kressbronn am Bodensee (DE-BW), Langenargen (DE-BW), Mörschwil, Nonnenhorn (DE-BY), Tübach.
A língua oficial nesta comuna é o alemão.